# Susan Ivey

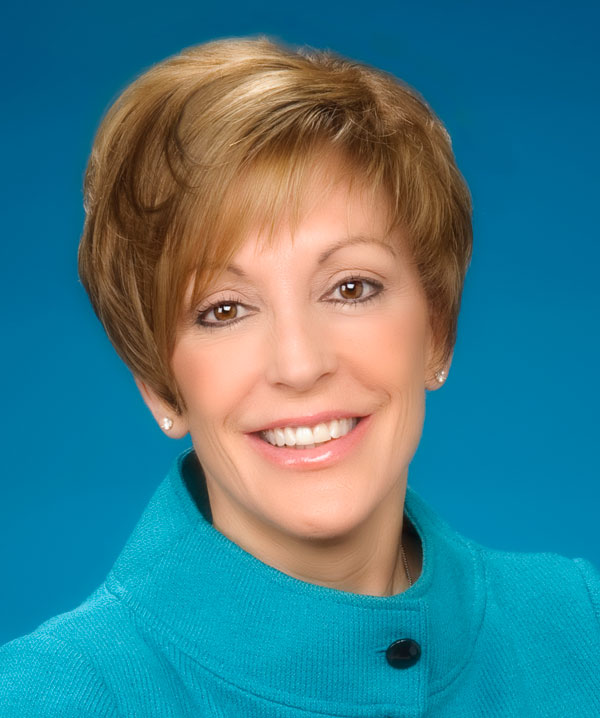
Susan Ivey (2010)

Susan M. Ivey (* 31. Oktober 1958 in Schenectady, New York) ist eine US-amerikanische Wirtschaftsmanagerin und war von 2004 bis 2011 Präsidentin und Chief Executive Officer (CEO) der Holding Reynolds American.

## Leben
Nach dem Schulbesuch studierte die als Susan Hickok Geborene zunächst an der University of Florida und schloss dieses Studium 1980 mit einem Bachelor of Science (B.S.) ab. Ein anschließendes postgraduales Studium im Fach Management an der Bellarmine University in Kentucky beendete sie 1984 mit einem Master of Business Administration (M.B.A.).
Daneben begann sie bereits 1981 ihre berufliche Laufbahn beim Tabakkonzern Brown & Williamson und war dort unter anderem Direktorin für das Marketing in China, ehe sie nach einer Tätigkeit als Leiterin der Internationalen Marken beim Zigarettenhersteller British American Tobacco von 1999 bis 2001 Senior Vice-President für das gesamte Marketing des Konzerns  Brown & Williamson war. Nachdem sie anschließend von 2001 bis 2004 Präsidentin und CEO von Brown & Williamson war, wechselte sie 2004 zu Reynolds American und ist dort seither Präsidentin und CEO.
Susan Ivey, die auch als Treuhänderin (Trustee) der Bellarmine University, der Wake Forest University und der University of Florida tätig war, steht der Republikanischen Partei nahe und unterstützte 2004 die Präsidentschaftskandidatur von George W. Bush.
Am 28. Februar 2011 trat sie als Präsidentin und CEO von Reynolds American zurück und wurde in diesen Positionen von Daniel Delen abgelöst.